# Martin Walser

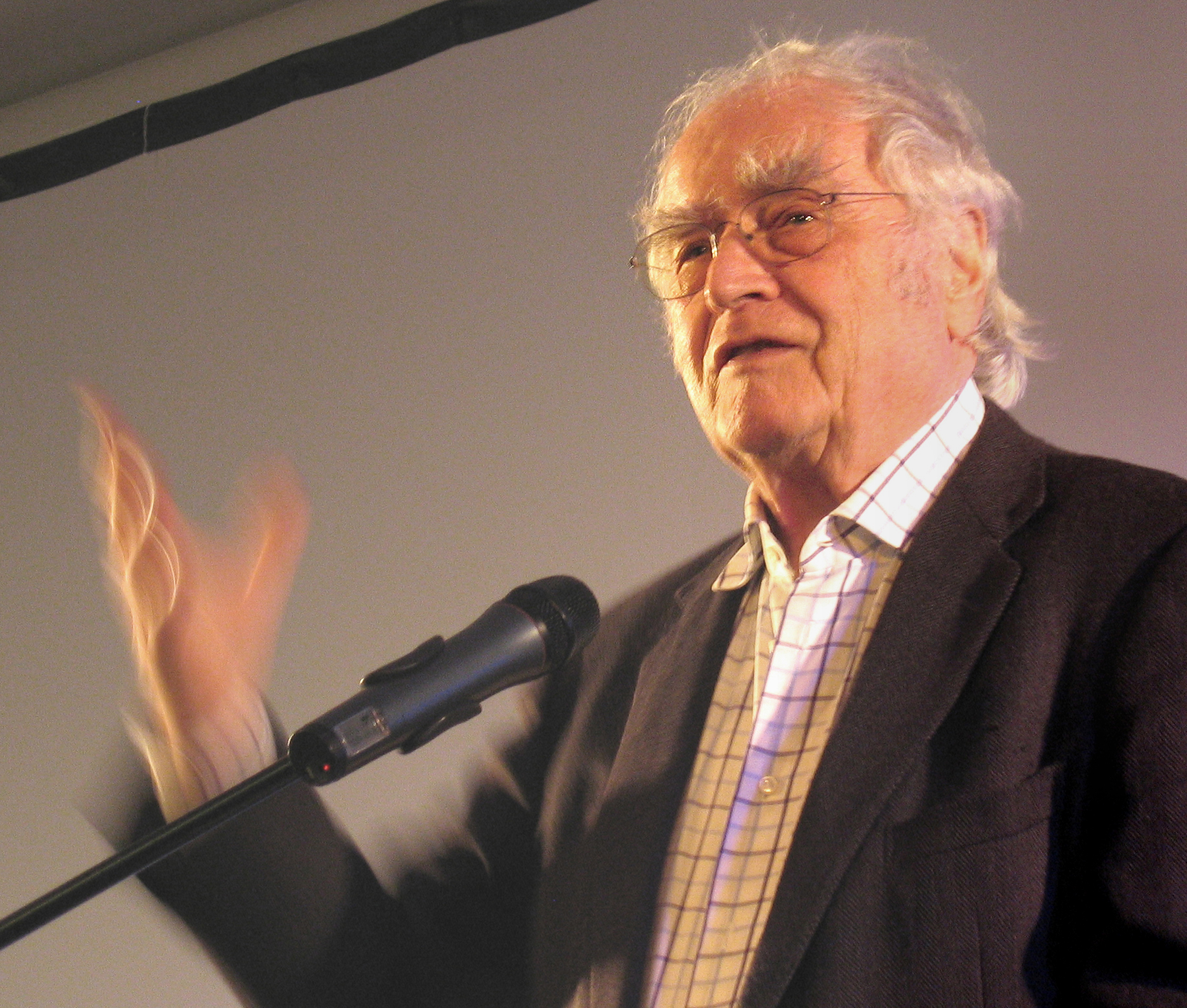
Martin Walser en una presentación de libros en Aquisgrán, Alemania, 2008

Martin Walser (Wasserburg, Bodensee, 24 de marzo de 1927-26 de julio
 de 2023, Überlingen) fue un narrador,  ensayista y dramaturgo alemán, miembro del movimiento literario Grupo 47, padre de la escritora y pintora Alissa Walser.

## Biografía
Walser nació junto al lago de Constanza. Sus padres regentaban un mesón en Wasserburg y Walser estudió en una escuela primaria de Lindau. Describió el ambiente de su infancia en la novela Ein springender Brunnen. Interrumpió sus estudios de Filosofía y Letras para luchar en una unidad antiaérea durante los últimos días de la Segunda Guerra Mundial; los retomó después e hizo el bachillerato ("Abitur") en 1946; se casó en 1950 y se doctoró en 1951 con una tesis sobre Franz Kafka. Trabajó como realizador televisivo y en la radio. Atraído por el compromiso social, formó parte del movimiento literario Grupo 47 desde 1953 y empezó a darse a conocer en 1955 con la colección de nueve relatos Un avión sobre la casa y otras historias (1955). Se trata de cuentos kafkianos en los que trata sobre todo el tema del poder paralizante y alienador y el conflicto entre el uno y los otros, y donde se verifica que el lenguaje del poder es indescifrable y no parece regirse por la razón ante el individuo que lo padece. Sus piezas dramáticas, como Roble y conejos de angora, El cisne negro, El juego sucio y Batalla conyugal, tratan sobre temas políticos o relaciones conyugales. Sus cuatro hijas han colaborado en su labor literaria. También ha cultivado el ensayo con obras como El escritor y la sociedad (1957).
En 1962 obtuvo el Premio Gerhart Hauptmann, en 1981 el Premio Georg Büchner y en 1998 el Premio de la Paz del Comercio Librero Alemán.

## Obras

### Narrativa
- Una fuente inagotable (2000).
- La guerra de Fink (2000).
- La niñez defendida (1992).
- Más allá del amor (1976 y 1989).
- Dorle y Wolf (1989).
- Caballo en fuga (1987).
- Matrimonio en Phillippsburg 1987
- Carta a Lord Liszt 1986
- La enfermedad de Gallisti 1979
- El unicornio (1966)
- Ficción (1970)
- Resaca (1985)
- El cazador (1988)
- Un avión sobre la casa (1955)

### Teatro
- La casa de los cisnes (1980)
- Roble y conejos de angora (1962)
- Juegos de niños (1970)
- En manos de Goethe (1982)
- Las bofetadas (1986)
- Oleaje (1994)
- El juego sucio.
- Batalla conyugal